# Petronia (épouse de Vitellius)
Pour les articles homonymes, voir Petronia.
Petronia, ou Pétronie, était une femme membre d'une famille de rang sénatorial à Rome au Ier siècle. C'est la première femme du futur empereur Vitellius.

## Biographie
Il est très probable que Petronia était une fille de l'augure et consul suffect de l'année 19 Publius Petronius, qui, en 39, a succédé à Lucius Vitellius — père de son premier mari — comme légat gouverneur de la province romaine de Syrie. C'était la sœur de Titus Petronius Niger, c'est-à-dire probablement la sœur de Pétrone « arbiter » confident temporaire de Néron et auteur du Satyricon.
Le premier mari de Petronia était Aulus Vitellius qui est devenu empereur en 69. De ce mariage est né Aulus Vitellius Petronianus. Suétone indique que le garçon était aveugle d'un œil, et qu'il a été tué par son propre père pour hériter de la grande fortune de sa mère et grand-père maternel. Elle s'est séparée de Vitellius peu après.
Petronia a épousé Gnaeus Cornelius Dolabella, un parent de l'empereur Galba, mais à la fin d'avril 69 elle a laissé Vitellius devenu empereur tuer secrètement son second mari à Terni. De ce second mariage avec Dolabella est né Servius Cornelius Dolabella Petronianus, consul en 86.

## Sources primaires
- PIR ² (1998) P 323

1. ↑  Suetone, De vita Caesarum "Vitellius", 6.
2. ↑  Tacite, Historiae 2, 64.